# Ashley Delaney
Ashley Delaney, né le 11 avril 1986 à Sale, est un nageur australien en activité, spécialiste des épreuves de dos.
Il est médaillé d'argent au relais 4 × 100 m quatre nages aux Jeux olympiques d'été de 2008 en participant aux séries, et a fini sixième de la finale du 100 m dos lors de ces mêmes Jeux.

## Palmarès

### Jeux olympiques
- Jeux olympiques de 2008 à Pékin ( Chine) :
  -  Médaille d'argent au titre du relais 4 × 100 m quatre nages[1].

### Championnats du monde

#### Grand bassin
- Championnats du monde 2009 à Rome ( Italie) :
  -  Médaille de bronze du relais 4 × 100 m quatre nages.
- Championnats du monde 2013 à Barcelone ( Espagne) :
  -  Médaille d'argent du relais 4 × 100 m quatre nages.

#### Petit bassin
- Championnats du monde 2008 à Manchester ( Royaume-Uni) :
  -  Médaille de bronze du 50 m dos.

### Jeux du Commonwealth
- Jeux du Commonwealth de 2010 à Delhi (Inde) :
  -  Médaille d'or du 4 × 100 m quatre nages.
  -  Médaille de bronze du 50 m dos.
  -  Médaille de bronze du 100 m dos.
  -  Médaille de bronze du 200 m dos.

### Championnats pan-pacifiques
- Championnats pan-pacifiques 2010 à Irvine (États-Unis)
  -  Médaille d'argent du 50 m dos.
  -  Médaille de bronze du 100 m dos.
  -  Médaille de bronze du relais 4 × 100 m quatre nages.

## Records personnels
| Épreuve   | Temps                           | Compétition                | Lieu              | Date       |
| 50 m dos  | 24 s 81 (record national)       |                            | Sydney, Australie | 17/03/2009 |
| 100 m dos | 53 s 10                         | Championnats du monde 2009 | Rome, Italie      | 2/08/2009  |
| 200 m dos | 1 min 55 s 82 (record national) |                            | Sydney, Australie | 19/03/2009 |